# MAXtv Prva Liga
A Primeira Liga de Futebol Croata (Prva hrvatska nogometna liga, ou Prva HNL ou 1. NHL) é a principal categoria do futebol na Croácia. A Liga foi formada em 1991, após a dissolução da Iugoslávia, e é controlada pela Federação Croata de Futebol. A primeira temporada foi disputada de fevereiro a junho de 1992. Desde sua formação, a liga experimentou várias mudanças no formato e no número de clubes participantes. Atualmente, são 10 times participando em sistema de pontos corridos, todos contra todos, duas vezes em casa e duas vezes fora, perfazendo assim quatro turnos de disputa e 36 partidas para cada equipe..
Ao final da temporada, a última equipe colocada é rebaixada para a segunda liga (2. HNL), enquanto o penúltimo joga uma repescagem contra o segundo colocado da 2. HNL. O campeão nacional joga a segunda pré-qualificação da UEFA Champions League. O segundo e terceiro colocados, bem como o vencedor da Copa da Croácia, entram na Liga Europa.
Cada temporada da 1. HNL começa em julho e termina em maio, com um hiato de dois meses entre dezembro e fevereiro. Historicamente, as equipes eram divididas em dois grupos de seis equipes. O atual sistema de disputa está em vigor desde a temporada 2013-2014.

## Visão geral
A liga foi formada em 1991, após a dissolução do campeonato iugoslavo e é operada pela Federação Croata de Futebol]]. Desde sua formação, a liga passou por muitas mudanças em seu sistema e número de clubes participantes. Nas três primeiras temporadas, foram atribuídos dois pontos por vitória; a partir da temporada 1994-95, o número de pontos por triunfo foi alterado para três. Cada temporada começa no final de julho ou início de agosto e termina em maio, com um hiato de dois meses entre dezembro e fevereiro. Atualmente, existem dez equipes participando da competição.
A primeira temporada começou em fevereiro e terminou em junho de 1992. Um total de doze clubes disputaram a liga e no final da temporada nenhuma equipe foi rebaixada, devido às condições expecionais sob as quais ontorneio se desenvolveu (leia-se Guerra de Independência da Croácia. Foi decidido que a liga se expandiria para 16 clubes na temporada seguinte. Na sequência veio outra expansão para 18 equipes na temporada 1993-94, maior número de equipes participantes na história da Prva HNL.
Na temporada seguinte, o número de equipes foi reduzido novamente para 16. A temporada 1995–96 da Prva HNL foi a primeira a apresentar ligas A e B separadas, com um complicado formato de dois estágios para a temporada. Doze equipes disputaram o campeonato A, enquanto a liga B, formalmente a segunda divisão, consistiu de dez equipes. Em março, as equipes foram divididas em três grupos: Grupo de Campeonato (composto pelas primeiras cinco equipes da liga A e pelo primeiro colocado liga B), um grupo de play-off A (as equipes remanescentes da liga A e a segunda colocada equipa do campeonato B) e do play-off B (restantes equipas da liga B). As duas primeiras equipes do grupo de play-offs B foram colocadas na liga A da temporada seguinte, que contou com 16 equipes nas duas ligas A e B. Na temporada 1997-98, a liga consistia de 12 equipes e um novo formato foi usado. Em março, as equipes foram divididas em dois grupos de seis, o grupo Campeonato e o grupo Rebaixamento, com remoção de 50% de seus pontos nesta fase da competição. No final da temporada, o último time foi diretamente rebaixado para a Druga HNL e o segundo time foi para o play-off de rebaixamento, um empate de ida e volta contra o segundo colocado da Druga HNL. Este sistema foi usado por duas temporadas, seguida pela 1999–00, na qual cada clube jogou todos os outros clubes três vezes, totalizando 33 rodadas. A próxima temporada contou com o retorno do sistema de grupos Campeonato e Rebaixamento, mas sem corte de 50% de pontos, como ocorreu anteriormente. Este sistema foi usado até a temporada 2005-06, com uma breve expansão para 16 equipes na temporada 2001-02. A temporada de 2006-2007 trouxe de volta um sistema de 33 rodadas usado anteriormente em 1999-2000. Na temporada 2009-10, a liga foi expandida para 16 equipes. Isso durou três temporadas e na temporada 2012–13, a liga foi disputada por 12 equipes que jogaram um total de 33 rodadas. A partir da temporada 2013–14, o número de equipes foi reduzido para dez e assim segue até o momento.
O principal patrocinador da liga é a T-Hrvatski Telekom, de propriedade da empresa de telecomunicações alemã Deutsche Telekom. Ao final da temporada de 2014-15, a Primeira Liga de Futebol Croata ficou em 17º lugar entre as ligas europeias. O campeão do Campeonato Croata de Futebol de 2019-20 qualificar-se-á para a segunda pré-eliminatória da Liga dos Campeões da UEFA, o segundo colocado se classificará para a segunda pré-eliminatória da Liga Europa da UEFA, enquanto o terceiro se qualificará para a primeira pré-eliminatória da Liga Europa. O vencedor da Copa da Croácia se classificará para a terceira pré-eliminatória da Liga Europa.

## Participantes da Temporada 2019-20
Os dez clubes a seguir disputam a temporada 2019-2020 da Primeira Liga de Futebol da Croácia, a 29ª temporada desde o estabelecimento da liga.
Metade dos clubes que atualmente competem no primeiro escalão croata também teve passagens pela Primeira Liga da Iugoslávia, antes de os clubes croatas a abandonarem em 1991 - a partir da temporada 2019-2020, cinco dos nove clubes croatas que apareceram na primeira divisão iugoslava entre 1945 e 1991 competem no campeonato croata. Os outro quatro - Cibalia, RNK Split, NK Zagreb e Trešnjevka - competiram nas divisões inferiores.
Até de 2019, quatro dos 12 membros fundadores da liga nunca foram rebaixados: Dinamo Zagreb, Hajduk Split, Osijek e Rijeka.
| Clube           | Posição em 2018–19 | Primeira temporada na primeira divisão | Número de temporadas na primeira divisão | Número de temporadas na 1. HNL | Primeira temporada da atual sequência na 1ª divisão | Títulos na primeira divisão | Último título na primeira divisão |
| --------------- | ------------------ | -------------------------------------- | ---------------------------------------- | ------------------------------ | --------------------------------------------------- | --------------------------- | --------------------------------- |
| Dinamo Zagreb ‡ | Campeão            | 1946–47                                | 74                                       | 29                             | 1946–47                                             | 24 nb1                      | 2018–19                           |
| Gorica          | 6º                 | 2018–19                                | 2                                        | 2                              | 2018–19                                             | 0                           | —                                 |
| Hajduk Split ‡  | 5º                 | 1923                                   | 91                                       | 29                             | 1923                                                | 15 nb2                      | 2004–05                           |
| Istra 1961      | 9º                 | 2004–05                                | 14                                       | 14                             | 2009–10                                             | 0                           | —                                 |
| Lokomotiva      | 2º                 | 1946–47                                | 20                                       | 11                             | 2009–10                                             | 0                           | —                                 |
| Osijek ‡        | 4º                 | 1953–54                                | 45                                       | 29                             | 1981–82                                             | 0                           | —                                 |
| Rijeka ‡        | 3º                 | 1946–47                                | 58                                       | 29                             | 1974–75                                             | 1                           | 2016–17                           |
| Slaven Belupo   | 7º                 | 1997–98                                | 23                                       | 23                             | 1997–98                                             | 0                           | —                                 |
| Šibenik         | 1º na 2. HNL       | 2020-21                                | 0                                        | 0                              | 2020–21                                             | 0                           | —                                 |
| Varaždin        | 8º                 | 2019–20                                | 1                                        | 1                              | 2019–20                                             | 0                           | —                                 |

† – Um dos 12 membros fundadores da liga na primeira temporada de 1992.

‡ – Presente em todas as 29 temporadas até o momento, incluindo a 2019-20.

nb1 – A sequência do Dínamo Zagreb inclui quatro títulos iugoslavos e 20 da liga croata.

nb2 – A sequência do Hajduk Split inclui nove títulos da liga iugoslava e seis croatas.

## Times da 1. HNL em competições europeias
O desmembramento da Iugoslávia faz a divisão de primeira divisão local se dividir em várias divisões menores. Isso significou a separação da associação de futebol croata da Associação de Futebol da Iugoslávia e o lançamento de sua própria liga de futebol. A Prva HNL teve sua primeira edição em 1992. O Hajduk Split e o HAŠK Građanski participaram em competições europeias devido às qualificações garantidas no final da temporada de futebol iugoslavo de 1990-91: o HAŠK Građanski foi vice-campeão na Iugoslávia em 1990-91 e classificou-se para a Copa da UEFA de 1991-92, enquanto o Hajduk Split venceu a Copa da Iugoslávia de 1990-91 e entrou na Taça dos Vencedores de Taças de 1991-92. Devido à guerra, ambos os clubes tiveram que mandar seus jogos em competições europeias no exterior, na Áustria.
Afetada pela guerra em curso na Croácia, a primeira temporada da Prva HNL foi realizada ao longo de um único ano, de fevereiro a junho de 1992. Nem Hajduk Split (campeão croata em 1992) nem NK Inter Zaprešić (vencedor da Copa da Croácia em 1992) puderam entrar em competições da Europa na temporada seguinte de 1992-93, já que a Federação Croata de Futebol, a entidade que rege a liga, ainda não era reconhecida pela UEFA. Ela se tornou oficialmente sua afiliada somente em junho de 1993.
Sete vezes na história as equipes da 1.HNL entraram na fase de grupos da Liga dos Campeões da UEFA.
- Na temporada 1994-1995, o Hajduk Split eliminou o Legia Varsóvia na fase de qualificação e entrou nos grupos. O time avançou para as quartas-de-final como vice-líder do grupo, atrás do Benfica, mas foi eliminado pelos futuros vencedores do Ajax.
- Na temporada 1998-99, o Croatia Zagreb empatou com o Celtic e terminou em segundo lugar, atrás do Olympiacos, mas não conseguiu avançar, uma vez que apenas os primeiros colocados e os dois melhores segundos classificados passavam.
- Na temporada seguinte, o Croatia também entrou na fase de grupos depois de eliminar o MTK Budapeste na terceira pré-eliminatória. No grupo com Manchester United, Olympique de Marselha e Sturm Graz, terminou em último, vencendo apenas o Sturm e empatando fora em Manchester e Marselha.
- Na temporada 2011-12, o Dinamo Zagreb avançou por três rodadas de qualificação e caiu no grupo com Real Madrid, Lyon e Ajax. A equipe foi derrotada em todos os seis jogos da fase de grupos, estabelecendo novos recordes para pior saldo de gols (-19) e maior número de gols sofridos (22).[1]
- Na temporada seguinte, novamente o Dinamo Zagreb avançou para a fase de grupos e foi sorteado para o Grupo A,[2] junto com o Dínamo de Kiev, Paris Saint-Germain e Porto. O Dìnamo perdeu cinco jogos do grupo, empatando de forma dramática seu xará de Kiev na última rodada em casa.[3]
- Na temporada 2015–16, mais uma vez o Dinamo Zagreb representou a Croácia nos grupos, junto com o Bayern de Munique, Arsenal e Olympiacos. O Dìnamo perdeu cinco jogos no grupo, mas surpreendeu ao vencer os ingleses do Arsenal na primeira rodada.[4]
- Na última aparição croata na fase de grupos até o momento, na temporada 2016-17, o Dìnamo Zagreb compartilhou grupo com Juventus, Sevilla e Lyon. Mais uma vez perdeu todos os jogos, sofreu 15 gols e marcou um total de zero gols.[5]

## Campeões
Legenda
| 0†0 | Campeões da Liga que também venceram a Copa da Croácia, assim completando a dobradinha doméstica. |

| Temporada     | Campeão (títulos)    | Vice           | Terceiro             | Artilheiro                                                                    | Artilheiro      | Artilheiro |
| Temporada     | Campeão (títulos)    | Vice           | Terceiro             | Jogador (Clube)                                                               | Nac.            | Gols       |
| ------------- | -------------------- | -------------- | -------------------- | ----------------------------------------------------------------------------- | --------------- | ---------- |
| 1992 (1º)     | Hajduk Split (1)     | NK Zagreb      | Osijek               | Ardian Kozniku (Hajduk Split)                                                 | CRO             | 12         |
| 1992–93 (2º)  | Croatia Zagreb (1)   | Hajduk Split   | NK Zagreb            | Goran Vlaović (Croatia Zagreb)                                                | CRO             | 23         |
| 1993–94 (3º)  | Hajduk Split (2)     | NK Zagreb      | Croatia Zagreb       | Goran Vlaović (Croatia Zagreb)                                                | CRO             | 29         |
| 1994–95 (4º)  | Hajduk Split (3) †   | Croatia Zagreb | Osijek               | Robert Špehar (Osijek)                                                        | CRO             | 23         |
| 1995–96 (5º)  | Croatia Zagreb (2) † | Hajduk Split   | Varteks              | Igor Cvitanović (Croatia Zagreb)                                              | CRO             | 19         |
| 1996–97 (6º)  | Croatia Zagreb (3) † | Hajduk Split   | Hrvatski Dragovoljac | Igor Cvitanović (Croatia Zagreb)                                              | CRO             | 20         |
| 1997–98 (7º)  | Croatia Zagreb (4) † | Hajduk Split   | Osijek               | Mate Baturina (NK Zagreb)                                                     | CRO             | 18         |
| 1998–99 (8º)  | Croatia Zagreb (5)   | Rijeka         | Hajduk Split         | Joško Popović (Šibenik)                                                       | CRO             | 21         |
| 1999–00 (9º)  | Dinamo Zagreb (6)    | Hajduk Split   | Osijek               | Tomo Šokota (Dinamo Zagreb)                                                   | CRO             | 21         |
| 2000–01 (10º) | Hajduk Split (4)     | Dinamo Zagreb  | Osijek               | Tomo Šokota (Dinamo Zagreb)                                                   | CRO             | 20         |
| 2001–02 (11º) | NK Zagreb (1)        | Hajduk Split   | Dinamo Zagreb        | Ivica Olić (NK Zagreb)                                                        | CRO             | 21         |
| 2002–03 (12º) | Dinamo Zagreb (7)    | Hajduk Split   | Varteks              | Ivica Olić (Dinamo Zagreb)                                                    | CRO             | 16         |
| 2003–04 (13º) | Hajduk Split (5)     | Dinamo Zagreb  | Rijeka               | Robert Špehar (Osijek)                                                        | CRO             | 18         |
| 2004–05 (14º) | Hajduk Split (6)     | Inter Zaprešić | NK Zagreb            | Tomislav Erceg (Rijeka)                                                       | CRO             | 17         |
| 2005–06 (15º) | Dinamo Zagreb (8)    | Rijeka         | Varteks              | Ivan Bošnjak (Dinamo Zagreb)                                                  | CRO             | 22         |
| 2006–07 (16º) | Dinamo Zagreb (9) †  | Hajduk Split   | NK Zagreb            | Eduardo da Silva (Dinamo Zagreb)                                              | CRO             | 34         |
| 2007–08 (17º) | Dinamo Zagreb (10) † | Slaven Belupo  | Osijek               | Želimir Terkeš (Zadar)                                                        | BIH             | 21         |
| 2008–09 (18º) | Dinamo Zagreb (11) † | Hajduk Split   | Rijeka               | Mario Mandžukić (Dinamo Zagreb)                                               | CRO             | 16         |
| 2009–10 (19º) | Dinamo Zagreb (12)   | Hajduk Split   | Cibalia              | Davor Vugrinec (NK Zagreb)                                                    | CRO             | 18         |
| 2010–11 (20º) | Dinamo Zagreb (13) † | Hajduk Split   | RNK Split            | Ivan Krstanović (NK Zagreb)                                                   | BIH             | 19         |
| 2011–12 (21º) | Dinamo Zagreb (14) † | Hajduk Split   | Slaven Belupo        | Fatos Bećiraj (Dinamo Zagreb)                                                 | MNE             | 15         |
| 2012–13 (22º) | Dinamo Zagreb (15)   | Lokomotiva     | Rijeka               | Leon Benko (Rijeka)                                                           | CRO             | 19         |
| 2013–14 (23º) | Dinamo Zagreb (16)   | Rijeka         | Hajduk Split         | Duje Čop (Dinamo Zagreb)                                                      | CRO             | 22         |
| 2014–15 (24º) | Dinamo Zagreb (17) † | Rijeka         | Hajduk Split         | Andrej Kramarić (Rijeka)                                                      | CRO             | 21         |
| 2015–16 (25º) | Dinamo Zagreb (18) † | Rijeka         | Hajduk Split         | Ilija Nestorovski (Inter Zaprešić)                                            | MKD             | 25         |
| 2016–17 (26º) | Rijeka (1) †         | Dinamo Zagreb  | Hajduk Split         | Márkó Futács (Hajduk Split)                                                   | HUN             | 18         |
| 2017–18 (27º) | Dinamo Zagreb (19) † | Rijeka         | Hajduk Split         | El Arabi Hillel Soudani (Dinamo Zagreb)                                       | ALG             | 17         |
| 2018–19 (28º) | Dinamo Zagreb (20)   | Rijeka         | Osijek               | Mijo Caktaš (Hajduk Split)                                                    | CRO             | 19         |
| 2019–20 (29º) | Dinamo Zagreb (21)   | NK Lokomotiva  | NK Rijeka            | Antonio Čolak (HNK Rijeka) Mijo Caktaš (Hajduk Split) Mirko Marić (NK Osijek) | CRO · CRO · CRO | 20         |
| 2020–21 (30º) | Dinamo Zagreb (22)   | NK Varaždin    | Osijek               | Ramón Miérez (NK Osijek)                                                      | ARG             | 22         |
| 2021–22 (31º) | Dinamo Zagreb (23)   | Hajduk Split   | Osijek               | Marco Livaja (Hajduk Split)                                                   | CRO             | 28         |
| 2022–23 (32º) | Dinamo Zagreb (24)   | Hajduk Split   | Osijek               | Marco Livaja (Hajduk Split)                                                   | CRO             | 19         |
| 2023–24 (33º) | Dinamo Zagreb (25)   | Rijeka         | Hajduk Split         | Ramón Miérez (Osijek)                                                         | ARG             | 19         |
| 2024–25 (34º) | Rijeka (2) †         | Dinamo Zagreb  | Hajduk Split         | Marco Livaja (Hajduk Split)                                                   | CRO             | 19         |

Notas de mudanças de nomes:
- O Dinamo Zagreb mudou de nome para "HAŠK Građanski" em junho de 1991 e depois novamente em fevereiro de 1993 para "Croatia Zagreb". Ganhou cinco campeonatos e participou nas fases de grupos da Liga dos Campeões da UEFA de 1998-99 e 1999-2000 com o mesmo nome antes de regressar ao nome "Dinamo Zagreb" no metade da temporada de 2000, em fevereiro.
- O atual NK Varaždin se chamou "Varteks" de 1958 até junho  de 2010.
- O Slaven Belupo, sediado em Koprivnica, era conhecido anteriormente como "Slaven" até 1992. Ele mudou de nome para "Slaven Bilokalnik" entre 1992 e 1994 antes de adotar o nome atual em 1994 por razões de patrocínio, o mesmo de uma empresa farmacêutica de Koprivnica. Como a UEFA não reconhece nomes de clubes patrocinados, o clube está listado como "Slaven Koprivnica" em competições europeias e no site oficial da UEFA.

### Performance por clube
| Clube                | Campeão | Vice | Terceiro |
| -------------------- | ------- | ---- | -------- |
| Dínamo Zagreb        | 25      | 5    | 2        |
| Hajduk Split         | 6       | 14   | 8        |
| Rijeka               | 2       | 8    | 4        |
| NK Zagreb            | 1       | 2    | 3        |
| Slaven Belupo        | —       | 1    | 1        |
| Inter Zaprešić       | —       | 1    | —        |
| Varaždin             | —       | 1    | —        |
| Lokomotiva           | —       | 2    | —        |
| Osijek               | —       | —    | 10       |
| Varteks              | —       | —    | 3        |
| Cibalia              | —       | —    | 1        |
| Hrvatski Dragovoljac | —       | —    | 1        |
| RNK Split            | —       | —    | 1        |

## Maiores Artilheiros

### Geral
| Posição                                                                               | Jogador         | Gols |
| ------------------------------------------------------------------------------------- | --------------- | ---- |
| 1                                                                                     | Davor Vugrinec  | 146  |
| 2                                                                                     | Igor Cvitanović | 126  |
| 3                                                                                     | Ivan Krstanović | 114  |
| 4                                                                                     | Joško Popović   | 111  |
| 5                                                                                     | Miljenko Mumlek | 106  |
| 6                                                                                     | Tomislav Erceg  | 98   |
| 7                                                                                     | Nino Bule       | 89   |
| 8                                                                                     | Robert Špehar   | 88   |
| 9                                                                                     | Renato Jurčec   | 85   |
| 10                                                                                    | Mijo Caktaš     | 85   |
| Em negrito jogadores ainda atuando na Prva HNL, Em itálico jogadores ainda na ativa). |                 |      |

### Em uma temporada
| Posição | Jogador          | Equipe        | Temporada | Gols |
| ------- | ---------------- | ------------- | --------- | ---- |
| 1       | Eduardo da Silva | Dínamo Zagreb | 2006-2007 | 34   |
| 2       | Gora Vlaović     | Dínamo Zagreb | 1993-1994 | 29   |
| 3       | Gora Vlaović     | Dínamo Zagreb | 1992-1993 | 23   |
| 4       | Robert Špehar    | NK Osijek     | 1994-1995 | 23   |

## Médias de público
| Temporada | Público total | Número de partidas | Média de público por partida | Ref    |
| --------- | ------------- | ------------------ | ---------------------------- | ------ |
| 1992      | 376.435       | 132                | 2.896                        | [ 8 ]  |
| 1992–93   | 1.006.350     | 240                | 4.264                        | [ 8 ]  |
| 1993–94   | 851.600       | 306                | 2.820                        | [ 8 ]  |
| 1994–95   | 879.400       | 240                | 3.664                        | [ 8 ]  |
| 1995–96   | 940.270       | 364                | 2.612                        | [ 8 ]  |
| 1996–97   | 687.950       | 240                | 2.903                        | [ 8 ]  |
| 1997–98   | 684.400       | 192                | 3.602                        | [ 8 ]  |
| 1998–99   | 745.728       | 192                | 3.884                        | [ 9 ]  |
| 1999–00   | 515.790       | 198                | 2.605                        | [ 9 ]  |
| 2000–01   | 546.624       | 192                | 2.847                        | [ 9 ]  |
| 2001–02   | 573.840       | 240                | 2.391                        | [ 9 ]  |
| 2002–03   | 635.520       | 192                | 3.310                        | [ 9 ]  |
| 2003–04   | 570.816       | 192                | 2.973                        | [ 9 ]  |
| 2004–05   | 541.440       | 192                | 2.820                        | [ 9 ]  |
| 2005–06   | 633.792       | 192                | 3.301                        | [ 9 ]  |
| 2006–07   | 622.908       | 198                | 3.146                        | [ 9 ]  |
| 2007–08   | 616.572       | 198                | 3.114                        | [ 9 ]  |
| 2008–09   | 617.050       | 198                | 3.116                        | [ 10 ] |
| 2009–10   | 500.002       | 240                | 2.083                        | [ 10 ] |
| 2010–11   | 458.746       | 240                | 1.911                        | [ 11 ] |
| 2011–12   | 482.002       | 240                | 2.087                        | [ 8 ]  |
| 2012–13   | 497.188       | 198                | 2.511                        | [ 8 ]  |
| 2013–14   | 573.070       | 180                | 3.202                        | [ 8 ]  |
| 2014–15   | 489.159       | 180                | 2.733                        | [ 8 ]  |
| 2015–16   | 442.952       | 180                | 2.461                        | [ 8 ]  |
| 2016–17   | 492.041       | 180                | 2.734                        | [ 8 ]  |
| 2017–18   | 530.638       | 180                | 2.948                        | [ 8 ]  |
| 2018–19   | 478.760       | 180                | 2.660                        | [ 8 ]  |
| 2019–20   | 514.049       | 180                | 2.855                        | [ 8 ]  |
| 2020–21   | 514.049       | 180                | 2.855                        | [ 8 ]  |
| 2021–22   | 502.012       | 180                | 2.789                        | [ 12 ] |
| 2022–23   | 735.219       | 180                | 4.085                        | [ 13 ] |